# Martin Vyskočil
Martin Vyskočil (* 15. září 1982, Olomouc) je český fotbalový záložník či útočník, od roku 2011 působící v FC Spartak Trnava.

## Fotbalová kariéra
Svoji fotbalovou kariéru začal tento záložník v SK Chválkovice, odkud přestoupil do SK Sigma Olomouc, kde se přes mládežnické kategorie dostal až do 1. týmu. Jeho barvy hájil od roku 2001-2006 kromě hostování v roce 2005 v SK Dynamo České Budějovice. Po angažmá v Olomouci odešel poprvé na Slovensko a podepsal velkoklub ŠK Slovan Bratislava, kde se neprosadil a vrátil se zpět do Česka a podepsal FC Tescoma Zlín, v němž působil dva roky a přestoupil do MŠK Žilina. Po roce a půl v týmu odešel na hostování do 1. FC Tatran Prešov. Poté podepsal kontrakt v FC Spartak Trnava. V srpnu 2013 odešel na hostování do SK Dynamo České Budějovice, odkud se po půl roce vrátil zpět do Trnavy. K fotbalu ho přivedl jeho otec, taktéž jako jeho bratra Michala Vyskočila. Po skončení angažmá v Trnavě, začal působit ve druholigovém MFK Frýdku-Místku, kde strávil dvě sezóny, a poté odešel do SK Spartak Hulín. Nyní působí v divizní 1.HFK Olomouc, kde aktivně hraje a také vykonává funkci asistenta hlavního trenéra.